# Verbandsgemeinde Herrstein
La comunità amministrativa di Herrstein (Verbandsgemeinde Herrstein) era una comunità amministrativa della Renania-Palatinato, in Germania.
Faceva parte del circondario di Birkenfeld.
A partire dal 1º gennaio 2020 è stata unita alla comunità amministrativa di Rhaunen per costituire la nuova comunità amministrativa Herrstein-Rhaunen.

## Suddivisione
Comprendeva 34 comuni:
1. Allenbach
2. Bergen
3. Berschweiler bei Kirn
4. Breitenthal
5. Bruchweiler
6. Dickesbach
7. Fischbach
8. Gerach
9. Griebelschied
10. Herborn
11. Herrstein
12. Hettenrodt
13. Hintertiefenbach
14. Kempfeld
15. Kirschweiler
16. Langweiler
17. Mackenrodt
18. Mittelreidenbach
19. Mörschied
20. Niederhosenbach
21. Niederwörresbach
22. Oberhosenbach
23. Oberreidenbach
24. Oberwörresbach
25. Schmidthachenbach
26. Sensweiler
27. Sien
28. Sienhachenbach
29. Sonnschied
30. Veitsrodt
31. Vollmersbach
32. Weiden
33. Wickenrodt
34. Wirschweiler

Il capoluogo era Herrstein.